# Cayaponia laxa
Cayaponia laxa là một loài thực vật có hoa trong họ Cucurbitaceae. Loài này được Cogn. ex Harms mô tả khoa học đầu tiên năm 1926.